# Schlafphasenwecker

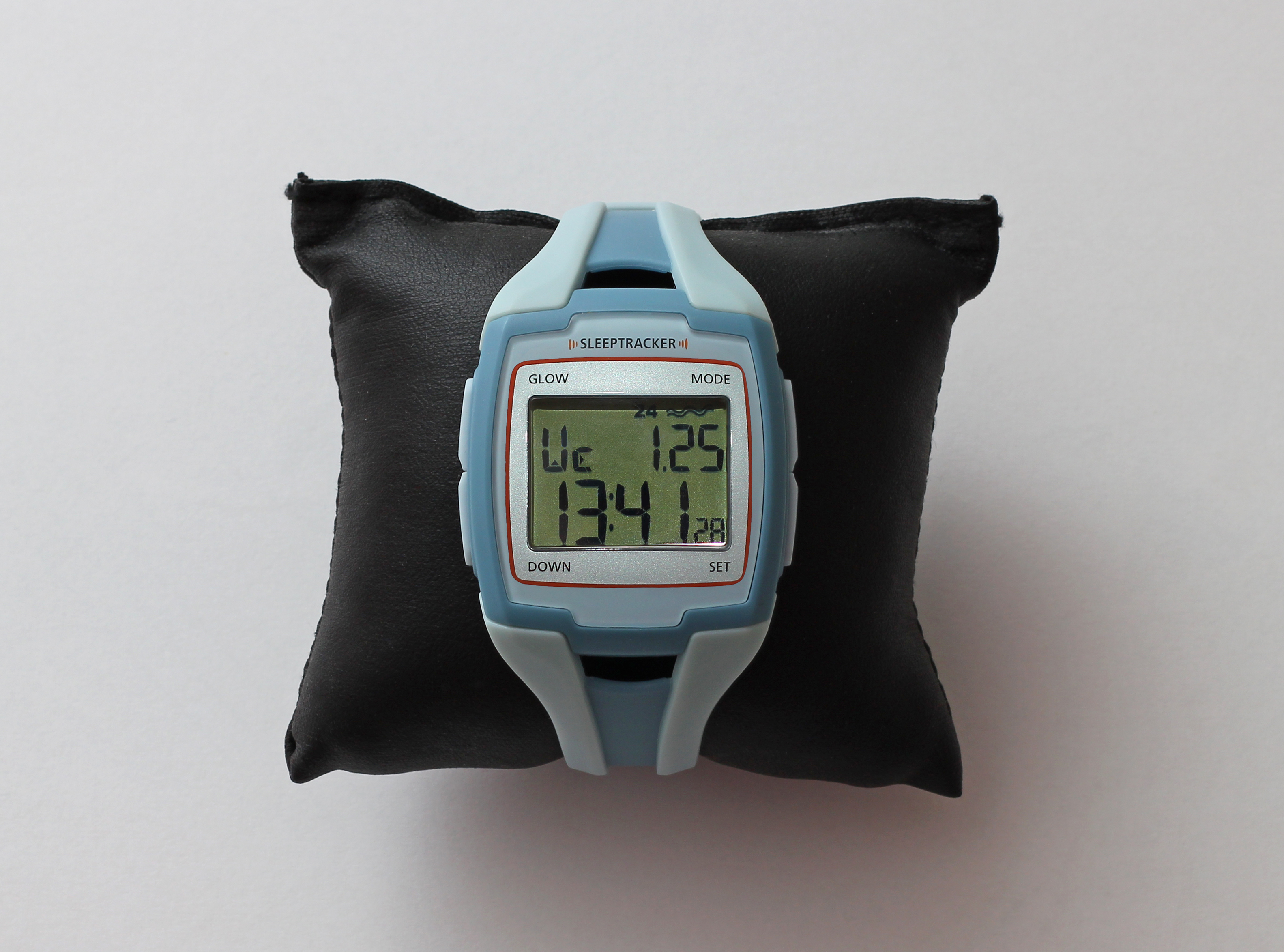
Ein Schlafphasefnwecker

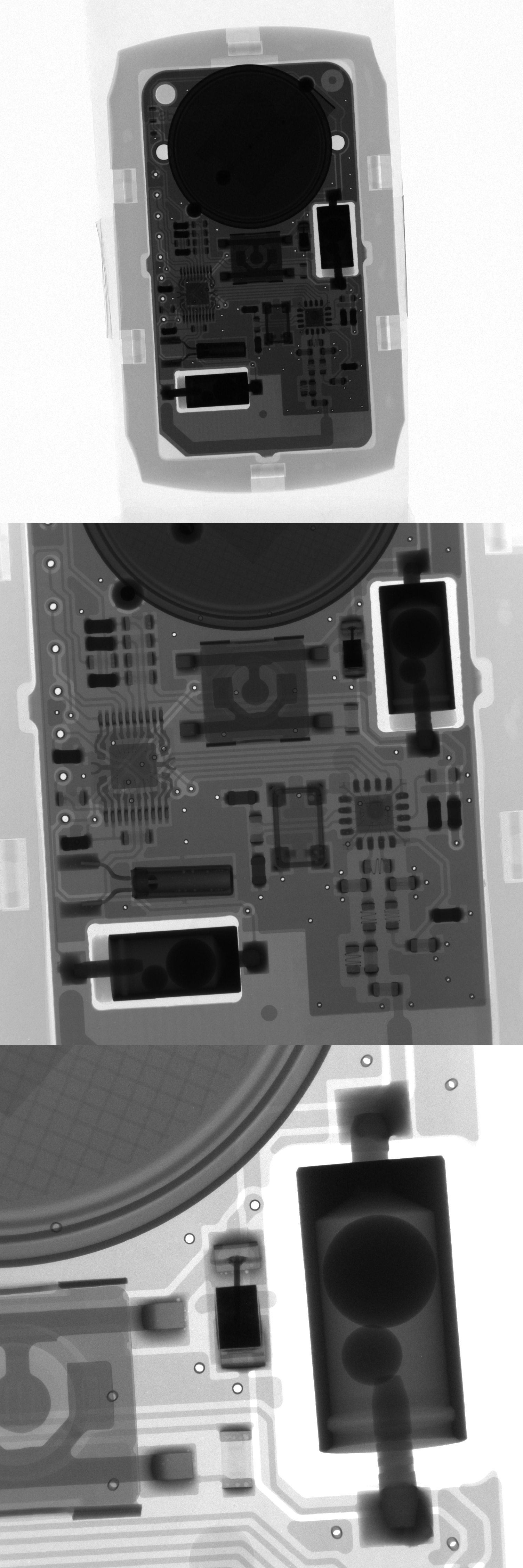
Röntgenaufnahmen eines Bewegungssensors aus dem Armband eines Schlafphasenweckers. Unten Zoom auf einen der Sensoren mit zwei Metallkugeln als Testmasse.

Ein Schlafphasenwecker ist ein spezieller Wecker, der eine schlafende Person unter Berücksichtigung ihrer gegenwärtigen Schlafphase weckt.

## Zweck
Im Schlaf werden verschiedene Schlafphasen durchlaufen:
- Leichtschlafphasen 1 und 2
- Tiefschlafphasen 3 und 4 zur physischen Entspannung
- Rapid-Eye-Movement-Phasen (kurz REM)

Zwischen diesen Phasen und insbesondere unmittelbar vor und nach den REM-Phasen gibt es mehrere sogenannte „Fast-Wach-Momente“, d. h. Zeiten geringer Schlaftiefe, um beispielsweise die Liegeposition zu verändern oder die Bettdecke hochzuziehen.
Ein normaler Wecker orientiert sich ausschließlich an der Uhrzeit und ignoriert dabei die Schlafphase des zu Weckenden, mit dem Risiko, dass  dieser aus einer Tiefschlafphase geweckt wird und sich müde fühlt.
Bei Schlafphasenweckern gibt man meistens keine feste Weckzeit, sondern einen Zeitraum ein. Bemerkt der Schlafphasenwecker einen Fast-Wach-Moment in diesem Zeitraum, ertönt der Alarm. Dadurch soll das Aufwachen und Aufstehen deutlich leichter fallen, da man ohnehin bereits nahezu aufgewacht sei. Bemerkt der Schlafphasenwecker keinen solchen Moment, ertönt der Alarm am Ende des eingestellten Zeitraums.

## Funktionsweise
Grundsätzlich unterscheidet man zwischen zwei verschiedenen Arten von Schlafphasenweckern – solche, die Gehirnaktivitäten messen, und solche, die physische Bewegungen messen.
Zur Messung der Gehirnaktivität werden spezielle Sensoren am Kopf, genau genommen an der Stirn des Schlafenden angebracht, mit deren Hilfe, ähnlich wie in einem Schlaflabor, der Schlaf und dessen Phasen analysiert und ausgewertet werden. Vorteile solcher Produkte stellen die detaillierte Analyse und dadurch die zuverlässige Feststellung des idealen Weckzeitpunktes dar. Nachteile sind aufgrund der Komplexität der höhere Preis sowie die Sensoren, die als unangenehm empfunden werden können.
Für die Bewegungsmessung werden Bewegungsmesser, zum Beispiel in Form eines Armbandes, eingesetzt. Derartige Produkte beruhen darauf, dass man sich während einer Tiefschlafphase nicht bewegt, in den (Fast-)Wach-Momenten jedoch schon. Vorteil ist neben dem niedrigeren Preis das in der Regel angenehmere Tragegefühl. Derartige Schlafphasenwecker sind etwas weniger präzise, vermeiden aber trotzdem ein Wecken während der Tiefschlafphase.
Eine kostengünstige Möglichkeit sind Programme zur Verwendung auf einem Smartphone mit Bewegungsmesser. Einzelne Tests ergaben allerdings eine mangelhafte Genauigkeit bei der Erkennung der jeweiligen Schlafphase.
Wecker, die den Weckzeitpunkt ohne Einsatz von Körpersensoren durch eine längerfristige Analyse der Bestätigung von Weckimpulsen durch den Benutzer festlegen sollen, sind ebenfalls erhältlich.

## Wissenschaftliche Nachweise
Den wissenschaftlichen Beweis bezüglich einer Verbesserung der morgendlichen Befindlichkeit konnten bislang nur wenige (vereinzelte) Schlafphasenwecker antreten. Von einem nachhaltigen, belastbaren Beweis spricht man erst bei statistisch signifikanten Ergebnissen, d. h. wenn bei (einem Teil der) Testpersonen eindeutige Verbesserungen festgestellt wurden, die mit einer mindestens 95%igen Wahrscheinlichkeit nicht zufallsbedingt sind.